# Synsphyronus apimelus
Synsphyronus apimelus är en spindeldjursart som beskrevs av Harvey 1987. Synsphyronus apimelus ingår i släktet Synsphyronus och familjen gammelekklokrypare. Inga underarter finns listade i Catalogue of Life.